# Curug Wetan (Susukanlebak)
Curug Wetan is een bestuurslaag in het regentschap Cirebon van de provincie West-Java, Indonesië. Curug Wetan telt 3245 inwoners (volkstelling 2010).